# Disharmony: Stand Out
Disharmony: Stand Out è l'EP di debutto del gruppo musicale sudcoreano P1Harmony, pubblicato il 29 ottobre 2020.

## Tracce
1. Intro; 틀 (Breakthrough) – 1:23
2. SIREN – 3:01
3. Nemonade – 3:21
4. That's It (이거지) – 2:55
5. Butterfly – 3:20
6. Skit; Disharmony #1 – 1:33

## Classifiche
| Classifica (2020) | Posizione massima |
| ----------------- | ----------------- |
| Corea del Sud     | 13                |